# Cattive gemelle
Cattive gemelle è un film del 2016 diretto da John Murlowski.

## Trama
Jen Burgess è una nota psicologa che conduce un programma radiofonico di successo. Sua sorella Cassie, che soffre di instabilità emotiva e invidiosa del successo di Jen, è madre di due gemelle quindicenni: Olivia e Quinn. Un giorno, dopo aver chiamato al programma radio di Jen, Cassie l'aggredisce verbalmente per poi decide di aspettarla fuori dallo studio per assalirla anche fisicamente. Jen ne esce incolume ma l'accaduto fa sì che Cassie venga arrestata, dichiarata madre inadatta e ricoverata in un ospedale psichiatrico, mentre Olivia e Quinn per ordine del tribunale vengono affidate a Jen che andranno a vivere con lei.
Ma la decisione di accogliere le due nipotine in casa sua potrebbe rivelarsi un terribile errore. Quello che Jen non immagina, è che tutto quello che è accaduto era tutto organizzato. L'aggressione alla radio, l'arresto e l'affido delle due ragazze è parte di un oscuro piano ideato dalle tre per sbarazzarsi di lei.
Dopo essere venute a conoscenza della ricchezza di Jen, le due gemelle tenteranno, sotto le assidue direttive della madre che dall'interno dell'ospedale riesce a trovare un escamotage per comunicare con le figlie: il piano prevede che le due vengano adottate da Jen, per poi attingere all'intero patrimonio della zia, in quanto sue eredi per poi liberarsi di lei uccidendola senza pietà.